# Undine i Sydhavnen
|  | Denne artikel er oprettet af botten PalnaBot ud fra en ekstern database. Den kan derfor have sproglige fejl eller mangler. Denne skabelon kan fjernes efter kontrol af indholdet. |

Undine i Sydhavnen er en eksperimentalfilm instrueret af Irene Werner Stage efter manuskript af Irene Werner Stage.

## Handling
Undine forlader sit hus og begiver sig søgende ud på en slags indre rejse. Hun kommer forbi underlige, hemmelighedsfulde steder og når ad de små veje ud til en motorvej, der er ved at blive bygget. For enden af denne vej ligger en haveforening - i fare for at blive nedlagt. I dette lille samfund bliver Undine et stykke tid. Filmen er en slags eventyrfilm.